# Sérgio Eduardo Castriani
Sérgio Eduardo Castriani CSSp (* 31. Mai 1954 in Regente Feijó; † 3. März 2021 in Manaus) war ein brasilianischer Ordensgeistlicher und römisch-katholischer Erzbischof von Manaus.

## Leben
Sérgio Eduardo Castriani trat 1975 der Ordensgemeinschaft der Spiritaner bei und empfing am 9. Dezember 1978 nach seiner theologischen Ausbildung die Priesterweihe. Er war in der Seelsorge im Bistum Cruzeiro do Sul tätig und anschließend Direktor des Ausbildungshauses für Philosophiestudenten seiner Ordensgemeinschaft im Viertel Vila Mangalot in São Paulo. Er war sechs Jahre Berater seines Ordens am Generalat in Rom, insbesondere für die Jugendarbeit.
Papst Johannes Paul II. ernannte ihn am 27. Mai 1998 zum Koadjutorprälaten von Tefé. Die Bischofsweihe spendete ihm der Prälat von Tefé, Mário Clemente Neto CSSp, am 9. August desselben Jahres; Mitkonsekratoren waren Antônio Agostinho Marochi, Bischof von Presidente Prudente, und Luís Herbst CSSp, Bischof von Cruzeiro do Sul. Mit dem Rücktritt Mário Clemente Netos am 19. Oktober 2000 folgte er ihm als Prälat von Tefé nach.
2007 wurde er von der brasilianischen Bischofskonferenz CNBB als Delegierter zur Generalkonferenz des lateinamerikanischen und karibischen Episkopats in Aparecida bestellt. Acht Jahre lang war er Präsident der Bischofskommission für missionarische Aktionen und die ökumenische Zusammenarbeit der Bischofskonferenz Brasiliens. Er koordinierte die Kommission der CNBB für die Neuordnung der Seelsorgestrukturen in den Pfarrgemeinden.
Am 12. Dezember 2012 ernannte ihn Papst Benedikt XVI. zum Erzbischof von Manaus. Am 29. Juni 2013 erhielt er das Pallium aus den Händen von Papst Franziskus im Petersdom.
Am 27. November 2019 nahm Papst Franziskus seinen vorzeitigen Rücktritt aufgrund seiner Parkinson-Erkrankung an. Sérgio Eduardo Castriani starb an den Folgen eines Herzinfarktes.